# Saweetie
Дијамонте Кијава Валентин Харпер (енгл. Diamonté Quiava Valentin Harper; Хејвард, 2. јул 1993), професионално позната као Saweetie, америчка је реперка. Након објављивања свог дебитантског сингла „Icy Grl” са платинастим сертификатом АУДК 2018. године, потписала је уговор са дискографском кућом Artistry Worldwide њеног тадашњег менаџера Макса Гуса, подружницом Warner Records-а.
Saweetie је 2018. објавила свој дебитантски EP, High Maintenance. Њен други EP, Icy, објављен је у марту 2019. и изнедрио је сингл „My Type” из топ 40. Њен деби албум Pretty Bitch Music требало би да буде објављен 2022. године, а претходили су му синглови „Tap In” и „Best Friend” (са Doja Cat), оба су доспела у првих 20 на Billboard Hot 100. Године 2021. добила је две номинације за 64. додели награда Греми, као и за најбољег новог извођача.

## Дискографија
- (2022)

### Видеографија
| Спот                    | Година | Режисер                   |
| ----------------------- | ------ | ------------------------- |
| Icy Grl                 | 2017.  | Bana Bongolan & Soben Phy |
| Focus                   | 2017.  | Адам, Смол,Арамис Дјуран  |
| Anti                    | 2018.  | Bana Bongolan & Soben Phy |
| B.A.N.                  | 2018.  | Стивен Гарнет             |
| Icy Grl (Bae Mix)       | 2018.  | Стивен Гарнет             |
| B.A.N.                  | 2018.  | Саша Самсонова            |
| Good Good               | 2018.  | Bana Bongolan & Soben Phy |
| Up Now                  | 2018.  | Мајк Хо                   |
| Pissed                  | 2018.  | Кристиан Сјутон           |
| Emotional               | 2019.  | Кристиан Сесма            |
| YUSO                    | 2019.  | Мајк Хо                   |
| My Type (Claws Remix)   | 2019.  | Bradley,Pablo,Quavo       |
| My Type                 | 2019.  | Daps                      |
| Tap In                  | 2020.  | Мајк Хо                   |
| Pretty Bitch Freestyle  | 2020.  | Bana Bongolan & Soben Phy |
| Bussin 2.0              | 2020.  | Munachi Osegbu            |
| Sway With Me            | 2020.  |                           |
| Tap In( Animated Video) | 2020.  | Даниел Расел              |
| Back to the Streets     | 2020.  | Даниел Расел              |
| Best Friend             | 2021.  | Дејв Мејерс               |
| Slow Clap               | 2021.  | Софи Мулер                |
| Risky                   | 2021.  | Fakedell x Saweetie       |
| Fast (Motion)           | 2021.  | Џејмс Ларис               |
| Talkin’ Bout            | 2021.  | Whipalo                   |
| HIT IT                  | 2021.  |                           |
| 'Seesaw                 | 2021.  | Slater                    |
| 'Closer                 | 2022.  | Хана Лукс Дејвис          |
| 'One Night Ting         | 2022.  |                           |
| 'Birthday               | 2023.  |                           |
| 'Shot'O Clock           | 2023.  |                           |